# 中川口臨時乘降場

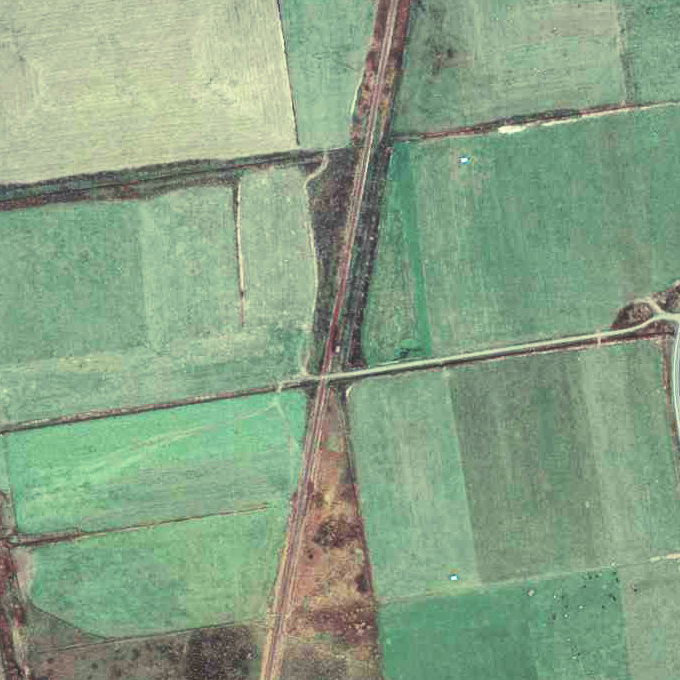
1977年的中川口臨時乘降場與方圓約500米。上方為幌延方向。黑色幼長的物體是木製簡單型月台。平交道旁邊設有白色屋頂的候車室。雖然圖中不能看見，在右邊沿國道上設有一些民居，為奶農地帶。車站在牧草地中，最近的民居距離250米以上。

中川口臨時乘降場（日语：／ Naka-Kawaguchi karijōkō-ba */?）是位於北海道天鹽郡天鹽町字川口，日本國有鐵道（國鐵）的羽幌線臨時乘降場（廢站）。隨著羽幌線廢線，臨時乘降場在1987年（昭和62年）3月30日廢除。

## 歷史
- 1956年（昭和31年）5月1日 - 日本國有鐵道（國鐵）天鹽線開設中川口臨利乘降場（由局（日语：鉄道管理局）設定）啟用[1]。
- 1958年（昭和33年）10月18日 - 天鹽線編入羽幌線，羽幌線全線開通，成為羽幌線的臨時乘降場。
- 1987年（昭和62年）3月30日 - 羽幌線全線廢除，此臨時乘降場也廢除[1]。

## 車站構造
截至車站廢除前，車站是一座地面車站，設有1面1線的單式月台。

## 車站的由來
車站名稱取自川口地區的中央部分。

## 車站周邊
- 國道232號（日语：国道232号）（天賣国道/日本海奧羅龍線（日语：日本海オロロンライン））
- 天鹽川

## 現況
截至2001年（平成13年），所有設施均已經撤走，沒有任何痕蹟。截至2017年（平成29年），廢站用地用作建設國道232號的繞道，沒有任何痕蹟。另外，現時廢站附近設有巴士站。

## 相鄰車站
日本國有鐵道
羽幌線
天鹽－中川口臨時乘降場－北川口

## 注腳
1. 1 2 3  太田幸夫.  1. 札幌市: 富士コンテム. 2004-02-29: 176. ISBN 4-89391-549-5 （日语）.
2. ↑  書籍《鉄道廃線跡を歩くVIII》（JTB出版，2001年8月發行）38頁。